# القرينة (حريملاء)
القرينة، تقع في محافظة حريملاء، والتابعة لمنطقة الرياض في السعودية. وتبعد القرينة عن الرياض مسافة تقارب (30) كم.
يرجع إعادة إحيائها إلى حوالي مائتين سنة مضت، ففي عام 1222 هجرية خرج أبناء سند بن علي بن عبد الله بن فطاي الودعاني الدوسري الأربعة (مقرن – سلطان – زومان – علي) إلى القرينة فأسسوها وغرسوا نخلها وبنوا قصرها وأحكموا أسوارها وكان معهم العلامة الشيخ محمد بن مقرن الذي توفي سنة 1267 هجرية.